# Gozdni mračnik
Gozdni mračnik (znanstveno ime Nyctalus leisleri) je srednje velika vrsta netopirjev, ki je razširjena po Evropi, zahodni Aziji in Severni Afriki.

## Opis
Gozdni mračnik je nekoliko manjši od sorodnega navadnega mračnika. V dolžino zraste med 48 in 68 mm, razpon prhuti pa ima med 260 in 330 mm. Podlaht meri med 38 in 47 mm, tehta pa med 11 in 20 grami. Obraz, ušesa in prhuti so temne barve, dlaka pa je rjava. Ob telesu je dlaka temnejša, po čemer se gozdni mračnik tudi takoj loči od navadnega, pri katerem je dlaka po celi dolžini enako obarvana. Notranja stran okončin je poraščena. Uhlji so kratki in zaobljeni, krila pa dolga in ozka.

## Razširjenost
Gozdni mračnik je razširjen po Evropi in zahodni Aziji, na vzhod pa njihov areal sega do Urala in Himalaje. Pojavlja se tudi v delih severozahodne Afrike, na Kanarskih otokih in Madeiri.
Običajno se zadržuje v listnatih in mešanih gozdovih, po čemer je dobil tudi slovensko ime. Z urbanizacijo se je naselil tudi v opuščenih podstrešjih in zapuščenih stavbah.

## Prehranjevanje in reprodukcija
Osnovna hrana gozdnega mračnika so leteči nočni insekti, najbolj pa je ta vrsta aktivna v večernem in jutranjem mraku. Lovijo tik nad drevesnimi krošnjami, pogosto pa tudi okoli uličnih svetilk. Med lovom letijo naravnost in plen napadejo od zgoraj. Za lov uporabljajo eholociranje s frekvencami med 25–54 kHz. Največjo moč razvijejo pri 29 kHz, impulz pa povprečno traja 8,5 ms.
Samice vzgajajo svoje mladiče v kolonijah, v katerih je zbranih med 20 in 50 osebkov, ponekod pa so kolonije celo večje. Samice take kolonije ustvarijo v votlih drevesih ali v ruševinah,skotijo pa enega ali dva mladiča.
Znanstveno ime je ta vrsta dobila po naravoslovcu Johannu Philippu Achillesu Leislerju